# Jók és Rosszak Iskolája
A Jók és Rosszak Iskolája (eredeti cím: The School for Good and Evil) 2022-ben bemutatott amerikai fantasyfilm, melyet Paul Feig rendezett. A film Soman Chainani 2013-as, azonos című regénye alapján készült, a forgatókönyvet pedig David Magee és Paul Feig írta. A főszerepet Sophia Anne Caruso, Sofia Wylie, Charlize Theron, Kerry Washington, Laurence Fishburne, Michelle Yeoh, Jamie Flatters, Kit Young és Peter Serafinowicz alakítja.
A filmet eredetileg a Universal Pictures adta volna ki; 2020-ban a Netflix vette át a Universal jóváhagyásával. 2022. október 19-én mutatták be, és vegyes véleményeket kapott a kritikusoktól, akik dicsérték a szereplőket és a látványt, de kritizálták a narratívát és a történetet.

## Cselekmény
A legjobb barátnők, Sophie és Agatha egy legendás csata ellentétes oldalán találják magukat, amikor egy elvarázsolt iskolába kerülnek, ahol a hősök és gonosztevők képzik őket, hogy védelmezzék a Jó és a Rossz közötti egyensúlyt.

## Szereplők
| Szerep                    | Színész              | Magyar hang       |
| ------------------------- | -------------------- | ----------------- |
| Agatha                    | Sofia Wylie          | Staub Viktória    |
| Agatha fiatalon           | Mahli Perry          | Tanka Natália     |
| Sophie                    | Sophia Anne Caruso   | Pekár Adrienn     |
| Sophie fiatalon           | Ella Hehir           | Dudás Lea         |
| Iskolaigazgató            | Laurence Fishburne   | Schneider Zoltán  |
| Anemone professzor        | Michelle Yeoh        | Pikali Gerda      |
| Tedros                    | Jamie Flatters       | L. Nagy Attila    |
| Rafal/Rhian               | Kit Young            | Penke Bence       |
| Yuba                      | Peter Serafinowicz   | Törköly Levente   |
| Dovey professzor          | Kerry Washington     | Zakariás Éva      |
| Lady Leonora Lesso        | Charlize Theron      | Létay Dóra        |
| Narrátor (hangja)         | Cate Blanchett       | N/A               |
| Stefan, Sophie apja       | Rob Delaney          | N/A               |
| Hort                      | Earl Cave            | Kálmán Barnabás   |
| Hester                    | Freya Theodora Parks | Andrusko Marcella |
| Bilious Manley professzor | Earl Cave            | Kerekes József    |